# Valerij Spicyn
Valerij Anatol'evič Spicyn (in russo Валерий Анатольевич Спицын?; 5 dicembre 1965) è un ex marciatore russo.

## Palmarès

### Mondiali
- 1 medaglia:
  - 1 bronzo (Stoccarda 1993 nella marcia 50 km)

### Europei
- 1 medaglia:
  - 1 oro (Helsinki 1994 nella marcia 50 km)